# Le Domaine (film de Tiago Guedes, 2019)
Ne doit pas être confondu avec Le Domaine (film de Roberto De Feo, 2019).
Pour plus de détails, voir Fiche technique et Distribution.
Le Domaine (A Herdade, litt. « L'héritage ») est un film luso-français réalisé par Tiago Guedes, sorti en 2019.
Il est diffusé à la télévision portugaise sous forme de mini-série en quatre épisodes, diffusée le 20 mars 2020 en streaming, sur la plateforme Filmin, puis en première partie de soirée du 30 avril au 1er mai 2020, sur la chaîne portugaise RTP1,, et, en France, en trois épisodes, diffusés le 11 juin 2020 sur la chaîne Arte.

## Synopsis
En 1973, la famille Fernandes possède l'un des plus grands domaines d'Europe, depuis les années 1940, situé sur la rive du long fleuve Tage, au Portugal, et garde des secrets de leur propriété au cours de leur vie chronique sous la dictature salazariste, en passant de la révolution des Œillets (1974) aux années 1990.

## Fiche technique
Sauf indication contraire ou complémentaire, les informations mentionnées dans cette section peuvent être confirmées par la base de données du site officiel du film
- Titre original : A Herdade
- Titre français : Le Domaine
- Réalisation : Tiago Guedes
- Scénario : Rui Cardoso Martins et Tiago Guedes, avec la collaboration de Gilles Taurand
- Décors : Isabel Branco
- Costumes : Isabel Branco et Inês Mata
- Photographie : João Lança Morais
- Son : Elsa Ferreira, Pedro Góis et Francisco Veloso
- Montage : Roberto Perpignani
- Production : Paulo Branco
- Coproduction : Carlos Bedran
- Sociétés de production : Leopardo Filmes et Alfama Films
- Société de distribution : Alfama Films (Portugal et France)
- Pays de production :  Portugal
- Langue originale : portugais
- Format : couleur
- Genre : drame historique, thriller
- Durée : 166 minutes
- Dates de sortie :
  - Italie : 5 septembre 2019 (Mostra de Venise)[5]
  - Portugal : 19 septembre 2019[6]
  - France : 11 juin 2020 (Arte)[4]

## Distribution
- Albano Jerónimo : João Fernandes
  - Eduardo Aguila : João Fernandes, enfant
- Sandra Faleiro : Leonor
- Miguel Borges (pt) : Joaquim Correia
  - João Arrais : Joaquim Correia, jeune
- João Vicente : Leonel Sousa
- João Pedro Mamede : Miguel
- Ana Vilela da Costa : Rosa
- Rodrigo Tomás : António
- Beatriz Brás : Teresa
- João Vicente : Leonel Sousa
- João Pedro Mamede : Miguel
  - Gabriel Timóteo : Miguel, enfant
- Ana Vilela da Costa : Rosa
- Rodrigo Tomás : António
- Beatriz Brás : Teresa
- Teresa Madruga : Guilhermina
- Victória Guerra : Catarina Lopo Teixeira
- Diogo Dória : le général Lopo Teixeira
- Ana Bustorff : Isabel Lopo Teixeira
- Cândido Ferreira : le Père Heitor
- António Simão : l'inspecteur Cravo
- Tónan Quito : Vítor Fonseca
- Catarina Rôlo Salgueiro : Maria de Fátima
- Filipe Vargas : Ricardo Lopo Teixeira
- Marcello Urgeghe Fernando Melo e Sá
- Luís Garcia : Martim de Beja
- Gonçalo Abreu : Leonardo

## Production

### Développement
L'initiative de ce projet vient du producteur Paulo Branco, fasciné par « la possibilité de faire un portrait de la vie dans les latifundia au Portugal, un portrait qui était en grande partie à esquisser ». Pour constituer l'histoire en scénario, il compte sur l'écrivain Rui Cardoso Martins (pt) pour le développer en s'inspirant du domaine Rio Frio, dont la propriété est de la famille Lupi, à Alcochete, dans la région de Lisbonne. Une fois que cet écrivain ait terminé le script sous forme biographique, le producteur n'en est pas satisfait. Pour que « le film ait une dimension universelle », ce dernier fait appel à Tiago Guedes pour participer au projet et a envie de créer une fiction, ce qui va tout changer dans le scénario à partir d'un personnage comme João Fernandes afin d'éviter « des collages ou des hommages ».

### Distribution des rôles
Tiago Guedes, en pleine audition, a invité un petit groupe de volontaires pour lire quelques textes et surtout « les sentir un peu plus » : Albano Jerónimo est « un choix direct et immédiat dès la première lecture » pour incarner le personnage de João Fernandes et Sandra Faleiro, dans le rôle de son épouse, Leonor, parce qu'elle « a un poids tragique dans une beauté, elle est spéciale et captivante ».

### Tournage
Le tournage a quasi entièrement lieu au domaine de Barroca d’Alva à Alcochete, dans la région de Lisbonne.

## Accueil

### Festival et sorties
Le Domaine est sélectionné en « compétition officielle » pour la catégorie du Lion d'or à la 76e Mostra de Venise. Il y perd, mais reçoit le prix Bisato d'Oro de la critique indépendante pour la meilleure réalisation,. Il est présenté dans les « Special Presentations » au festival international du film de Toronto, en septembre 2019. Il est également le candidat du Portugal pour la catégorie du « meilleur film international » à la cérémonie des Oscars en 2020. Il sort le 19 septembre 2019 dans les salles obscures au Portugal.

## Mini-série
Le Domaine connaît également une version longue, sous forme de mini-série en quatre épisodes, diffusée le 20 mars 2020 en streaming, sur la plateforme Filmin. Les deux premiers épisodes sont diffusés en première partie de soirée du 30 avril 2020 et les deux seconds, le 1er mai 2020, sur la chaîne portugaise RTP1,.
En France, elle ne compte que trois épisodes, diffusés le 11 juin 2020 sur la chaîne Arte. Elle a rassemblé 1 172 000 spectateurs.

## Distinctions

### Récompenses
- Mostra de Venise 2019 : « Compétition officielle » - prix Bisato d'Oro de la critique indépendante pour la meilleure réalisation[16]

- Festival international du film de Dublin 2020 : meilleur acteur pour Albano Jerónimo
- Festival international du film historique de Waterloo 2020 : meilleure actrice pour Sandra Faleiro[17]

- Prix Sophia 2020[18],[19] :
  - Meilleur film
  - Meilleur réalisateur pour Tiago Guedes
  - Meilleure actrice pour Sandra Faleiro
  - Meilleure actrice dans un second rôle pour Ana Vilela da Costa
  - Meilleur scénario original pour Rui Cardoso Martins et Tiago Guedes
  - Meilleure photographie pour João Lança Morais
  - Meilleur montage pour Roberto Perpignani
  - Meilleure affiche du film pour Catarina Sampaio

### Nominations
- Mostra de Venise 2019 : Lion d'or[16]

- Prix Sophia 2020[18],[19] :
  - Meilleur acteur pour Albano Jerónimo
  - Meilleur acteur dans un second rôle pour Miguel Borges
  - Meilleur acteur dans un second rôle pour João Pedro Mamede
  - Meilleur son pour Elsa Ferreira, Pedro Góis et Francisco Veloso
  - Meilleurs décors pour Isabel Branco
  - Meilleurs costumes pour Isabel Branco et Inês Mata
  - Meilleurs effets speciaux pour Carlos Amaral et Íris Peleira
  - Meilleurs maquillages pour Ana Maria Palma e Íris Peleira